# ナタシャ・ニンコヴィッチ

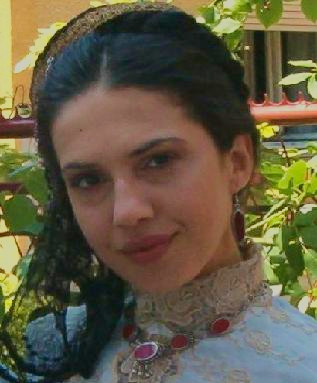
ナタシャ・ニンコヴィッチ（2005年）

ナタシャ・ニンコヴィッチ（Nataša Ninković、1972年7月22日 - ）は、ボスニア・ヘルツェゴビナトレビニェ出身の女優。

## 主な出演作品
- セイヴィア Savior (1998)
- ザ・プロフェッショナル The Professional (2003)
- メイド・イン・YU Made in YU (2005)
- ザ・トラップ The Trap (2007)